# Middlesex Guildhall
El Middlesex Guildhall es un edificio ubicado en la esquina suroeste de Parliament Square en Londres. Entre los años 2007 y 2009 estuvo cerrado para ser restaurado y poder albergar la sede del nuevo Tribunal Supremo del Reino Unido. Previamente había sido usado como sede del Crown Court y anteriormente fue usado como Middelsex County Council.
La mayor parte del actual edificio fue construida entre 1906 y 1913, diseñado por J. S. Gibson (a la que Nikolaus Pevsner calificó de art nouveau gótico), y decorado por gárgolas medievales y otras esculturas, algunas hechas por Henry Charles Fehr.
El edificio incorporaba una puerta que data del siglo XVII, una parte de la prisión Tothill Fields Bridewell que estuvo en el mismo sitio que ahora ocupa el Middlesex Guidhall. Westminster no pertenecía administrativamente a Middelsex en el momento de su construcción, sin embargo, el Consejo del Condado estaba localizado aquí.
- Datos: Q1164504
- Multimedia: Middlesex Guildhall / Q1164504